# Kornélite
La kornélite est un minéral de la classe des sulfates. Il a été nommé d'après Kornel Hlavacsek (1835-1914), ingénieur des mines hongrois dans les mines de pyrite de Banska Stiavnica, Slovaquie.

## Caractéristiques
La kornélite est un sulfate de fer(III) heptahydraté de formule chimique Fe2(SO4)3·7H2O. Elle cristallise dans le système monoclinique. Elle est soluble dans l'eau. L'échantillon qui avait servi à déterminer l'espèce, que l'on appelle le matériau type, était conservé au Magyar Természettudományi Múzeum, le Musée hongrois des sciences naturelles, à Budapest, mais il a été détruit en 1956 ; seuls les topotypes sont conservés.

## Classification
Selon la classification de Nickel-Strunz, la kornélite appartient à "07.CB: Sulfates (séléniates, etc.) sans anions additionnels, avec H2O, avec des cations de taille moyenne", avec les minéraux suivants : dwornikite, gunningite, kiesérite, poitevinite, szmikite, szomolnokite, cobaltkiesérite, sandérite, bonattite, aplowite, boyléite, ilésite, rozénite, starkeyite, drobecite, cranswickite, chalcanthite, jôkokuite, pentahydrite, sidérotile, bianchite, chvaleticéite, ferrohexahydrite, hexahydrite, moorhouséite, nickelhexahydrite, retgersite, biebérite, boothite, mallardite, mélantérite, zinc-mélantérite, alpersite, epsomite, goslarite, morénosite, alunogène, méta-alunogène, aluminocoquimbite, coquimbite, paracoquimbite, rhomboclase, quenstedtite, lausénite, lishizhénite, römerite, ransomite, apjohnite, bilinite, dietrichite, halotrichite, pickeringite, redingtonite, wupatkiite et méridianiite.

## Formation et gisements
Elle a été découverte dans la ville de Smolník, dans le district de Gelnica de la région de Košice, Slovaquie. Elle a également été décrite dans d'autres endroits d'Europe, comme l'Allemagne, la Grèce ou l'Espagne ; en Iran, au Japon et en Australie.